# 阿尔托讷
阿尔托讷（法語：Artonne，法語發音：[aʁtɔn]）是法国多姆山省的一个市镇，属于里永区。

## 地理
阿尔托讷（46°0'12"N, 3°8'38"E）面积17.48 平方千米，位于法国奥弗涅-罗讷-阿尔卑斯大区多姆山省，该省份为法国中南部省份，北起阿列省接壤，东临卢瓦尔省，南至上盧瓦爾省和康塔爾省，西接科雷兹省和克勒兹省。
与阿尔托讷接壤的市镇（或旧市镇、城区）包括：艾格佩斯、欧比亚、沙普蒂扎、孔布龙德、若兹朗、莫尔日河畔尚巴龙、圣阿古兰、圣米翁。

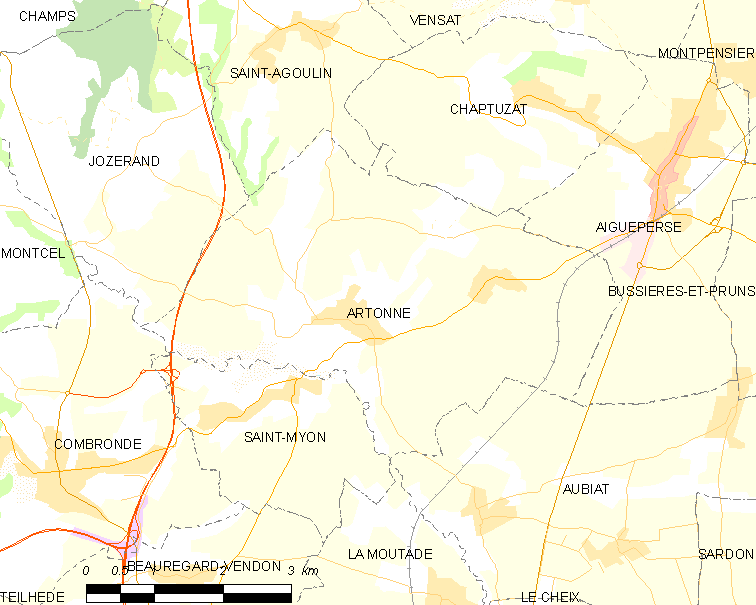
阿尔托讷的OSM定位图

阿尔托讷的时区为UTC+01:00、UTC+02:00（夏令时）。

## 行政
阿尔托讷的邮政编码为63460，INSEE市镇编码为63012。

## 政治
阿尔托讷所属的省级选区为艾格佩斯县。

## 人口

1962-2008年间阿尔托讷人口变化图示

阿尔托讷于2022年1月1日时的人口数量为923人。